# God of War (відеогра, 2018)
«God of War» (укр. Бог війни) — пригодницька відеогра, розроблена компанією Santa Monica Studio та випущена Sony Interactive Entertainment 20 квітня 2018 року для гральної консолі PlayStation 4, та 14 січня 2022 року для платформи Microsoft Windows. Вона стала восьмою грою в серії, і є продовженням відеогри God of War III. На відміну від попередніх ігор, які були засновані на давньогрецькій мітології, ця гра базується переважно на скандинавській мітології. Головними героями є Кратос, колишній грецький бог війни, та його молодий син Атрей. Після смерті другої дружини Кратоса та матері Атрея, вони подорожують світом, аби виконати для неї обіцянку — розсіяти її прах на найвищій вершині дев'яти світів. Кратос тримає своє неспокійне минуле в таємниці від Атрея, який не знає про його божественну природу. По дорозі вони зустрічають монстрів і богів нордичного світу.
Креативний керівник студії Корі Барлог описав гру як переосмислення всієї серії. Ігровий процес оснований на тому, що Кратос використовує чарівну бойову сокиру замість його подвійних мечів хаосу. God of War також використовує вільну камеру з-за плечей персонажа, на відміну від фіксованої кінематографічної камери попередніх частин серії. Гра містить рольові елементи відеоігор, а син Кратоса, Атрей, надає допомогу в бою. Більшість старої команди розробників гри працювали над новим God of War. Існує текстова відеогра — God of War: A Call from the Wilds, випущена в лютому 2018 року, яка демонструє Атрея в його першій пригоді.
God of War отримала загальне визнання за свою історію, дизайн ігрового світу, художню режисуру, музику, графіку, бойову систему та персонажів, зокрема динаміку стосунків між Кратосом та Атреєм. Багато рецензентів вважали, що гра успішно перезапустила серію, не втративши ідентичності своїх попередниць. Вона отримала низку чудових оцінок, змагаючись у цьому з оригінальною грою God of War за найвищий рейтинг у серії, а також однією з ігор для PlayStation 4 з найвищим рейтингом на агрегаторі оглядів Metacritic. Серед інших нагород і номінацій, God of War була визнана грою року численними ЗМІ та шоу нагород. Гра показала хороші комерційні результати: протягом місяця після випуску було продано понад 5 мільйонів копій, а до серпня 2021 року — понад 19,5 мільйонів, що зробило її найпродаванішою грою для PlayStation 4, а також всієї франшизи. У серпні 2018 року була випущена новелізація, а потім — комікс-приквел до гри, що публікувався з листопада 2018 року по лютий 2019 року. Продовження під назвою God of War Ragnarök заплановано на 2022 рік для PlayStation 4 і PlayStation 5.

## Ігровий процес
God of War — це пригодницький бойовик від третьої особи. У грі використовується вільна камера за плечами протагоніста, що відрізняє її від попередніх релізів, де була фіксована кінематографічна камера (за винятком двовимірного сайд-скролера God of War: Betrayal 2007 року). Кінематографічно гра представлена безперервним кадром, без вирізок камери або екранів завантаження. Хоча попередня основна частина, Ascension (2013), мала багатокористувацький режим, ця частина призначена лише для одного гравця. Щодо структури рівнів, то Корі Барлог сказав: «Вона відкрита, але це не відкритий світ». Завдяки цій відкритості, функція швидкого переміщення розблоковується на пізніх етапах гри. Плавання, доступне в попередніх іграх серії, було вирізане; замість цього гравець використовує човен для пересування по водоймах. На відміну від попередніх ігор, які дозволяли гравцям вільно стрибати в будь-який час, тепер стрибки можна виконувати лише у визначених місцях, наприклад, на скелі чи виступі. Протягом усієї гри гравець протистоїть ворогам зі скандинавської мітології, таким як темні альви, вульвери та драугри, а також Ґуллвейґ та її ревенантам, істотам, викривленим магією сейд, і багатьом іншим. Валькірії присутні в якості додаткових босів. Серед численних побічних квестів гравець може звільнити ув'язнених драконів Фафніра, Отра та Реґіна — гномів, які перетворилися на цих істот — на додаток до сюжетної битви з іншим драконом на ім'я Грезлір.
Гравець керує персонажем Кратосом у боях, заснованих на комбо-атаках, та елементах головоломок. Ігровий процес значно відрізняється від попередніх ігор, оскільки був повністю перебудований. Головною зміною є те, що Кратос більше не використовує «фірмові» подвійні мечі, Клинки Хаосу, як свою стандартну зброю. Замість них він отримав магічну бойову сокиру, що зветься Сокира «Левіафан», та використовує в битві магію стихій льоду. Сокиру можна кидати у ворогів і чарівним чином відкликати її назад до руки, подібно до молота Тора Мйольніра. Більші вороги мають на собі спеціальні «цілі», влучивши в які, гравець приголомшує їх. Цю зброю також можна кидати в об'єкти навколишнього середовища, щоб, наприклад, спровокувати руйнівний вибух. Сокира може заморожувати об'єкти та деяких ворогів на місці для вирішення головоломок, поки сокиру не буде викликано назад у руку Кратоса. Вона також має стандартні легкі та важкі атаки. З часом цю зброю можна підсилити рунами, які дозволяють проводити магічні рунічні атаки, причому один слот призначений для легкої рунічної атаки, а інший — для важкої. Це надає гравцям різноманітні варіанти для формування власного стилю гри. Ще одна нова зброя, яку використовує Кратос — Захисний Щит. Коли він не використовується, то складається, і виглядає як поручі на лівому передпліччі. За необхідності, щит можна використовувати в нападі або в обороні, подібно до Золотого руна в попередніх іграх. Кратос також використовує рукопашний бій, що був уведений в Ascension. Клинки Хаосу, наповнені магією стихій вогню, отримуються пізніше в грі за сюжетом, і діють так само, як і в попередніх частинах — це пара своєрідних мечів, що кріпляться до передплічь Кратоса за допомогою ланцюгів, та які можна за допомогою цих ланцюгів обертати під час різних маневрів в бою. Клинки Хаосу також можна покращити, додавши до них рунічні атаки.
Як і в попередніх іграх, Кратос має здібність «лють», що в грі представлена спеціальним режимом бою з назвою «Спартанська Лють». Як і в попередніх версіях, лють має спеціальну панель-лічильник, що відображає її накопичення під час бою. За досягнення певного рівня люті гравець може активувати цей режим, в якому Кратос використовує потужні рукопашні атаки, та завдає значної шкоди ворогам. Гра також має елементи рольової відеоігри. В ігровому світі є ресурси для майстрування, які гравець може знаходити, подорожуючи ним. Вони дозволяють йому (за допомогою спеціальних торговців) створювати нове або оновлювати наявне екіпірування з кращими перками. Гравець також накопичує ігрову валюту під назвою Січене срібло, ключовий компонент для створення чи купівлі нових предметів. Очки досвіду (XP) здобуваються за перемоги в боях з ворогами, виконання завдань, розгадування головоломок, знаходження скарбів та багато інших дій, і витрачаються для вивчення нових бойових навичок або покращення рунічних атак. Подорожуючи ігровим світом, гравець може знаходити та відкривати скрині, що містять випадкові предмети, такі, як чари для покращення обладунків та зброї, а також валюту Січене срібло. Також є два спеціальні об'єкти, Яблуко Ідуна та Ріг Кривавої Медовухи, які, по досягненню певної кількості цих предметів в інвентарі, збільшують максимальну кількість здоров'я та люті відповідно. Ці два показники також поповнюються зеленими та червоними кулями, що можуть випадати з убитих ворогів в ігровому світі. Елементи quick time event змінилися порівняно з попередніми іграми. У ворогів відображаються два покажчики над головою, один для здоров'я (колір якого вказує на складність ворога), а інший для приголомшення. Заповнення покажчика приголомшення допомагає перемогти складніших ворогів. Коли лічильник приголомшення заповниться, з'явиться підказка про добивання. Залежно від ворога, Кратос може, до прикладу, розірвати його навпіл або схопити і кинути іншим ворогам, а також має й інші варіанти.
Хоча гра ведеться повністю від особи Кратоса, гравець може пасивно керувати його сином, Атреєм. Одна кнопка на ігровому контролері відведена Атрею, і її використання залежить від контексту. Наприклад, якщо гравцеві потрібна допомога, він може подивитися на ворога, натиснути цю кнопку, і Атрей використає свій Кіготь-Лук, стріляючи у ворога. Ці постріли слабко впливають на здоров'я ворога, але збільшують показник приголомшення. Протягом гри Атрей допомагає в бою, пересуванні, дослідженні та розгадуванні головоломок. Зіткнувшись із великою кількістю ворогів, він відволікає слабших, поки Кратос бореться з сильнішими. Якщо на Атрея нападає занадто багато ворогів, він ненадовго входить у стан приголомшення, але його неможливо викинути з бою або вбити. Атрей, як І Кратос, отримує нові навички, броню та рунічні атаки, а також спеціальні легкі та ударні стріли для свого Кіготь-Лука. Рунічні атаки Атрея викликають різних примарних тварин, кожна з яких має свої здібності. Наприклад, одна з них викликає зграю вовків, які нападають на ворогів, а інша — білку Рататоска, яка викопує із землі кулі для відновлення здоров'я та люті.

## Синопсис

### Сетинг
У той час як перші сім ігор серії базувалися на грецькій мітології, ця гра заснована на скандинавській, а події розгортаються через кілька десятиліть після God of War III. Можна дослідити шість із дев'яти королівств скандинавської мітології. Більша частина гри відбувається в стародавній Скандинавії в королівстві Мідґард, що населене людьми та іншими істотами, перед Добою вікінгів. Це той самий світ, в якому існує давньогрецька цивілізація. Коли почали з'являтися небезпечніші істоти, багато людей втекли. Інші королівства, які доступні до відвідин в рамках історії, включають Альвгейм, містичний дім світлих і темних альвів; Гельгейм, крижана земля мертвих; і Йотунгейм, гірська земля Велетів. Додаткові доступні королівства включають Ніфльгейм, царство отруйного туману з лабіринтною структурою нагород; і вогняне королівство Муспельгейм, де представлено шість Випробувань Муспельгейма. Завершення кожного випробування дає нагороди та просуває Кратоса та Атрея ближче до вершини великого вулкана. Доступ до трьох інших королівств — Асґарду, домівки богів асів; Ванагейму, дому богів Ванів; і Свартальфгейму, батьківщини гномів, був заблокований Одіном, правителем Асгарду та Асів. У центрі світів знаходиться мітичне дерево Іґґдрасіль, яке з'єднує кожний із них. Хоча кожне королівство є іншим світом, вони існують одночасно в одному просторі. Подорожувати в царства та з них можна за допомогою Біфресту з кореня Іґґдрасіля, що міститься в храмі в центрі Озера Дев'яти. Храм був створений Тюром, мирним богом війни, який подорожував іншими країнами і вивчав їхню мітологію; було сказано, що Одін вбив його, оскільки вважав, що Тюр таємно допомагає Велетам і намагатиметься його повалити.

### Персонажі
Головними героями гри є Кратос (озвучує Крістофер Джадж) і його маленький син Атрей (Санні Салджик). Кратос — воїн родом зі Спарти, який став грецьким богом війни і є сином Зевса. Потрапивши в стародавню Скандинавію після війни проти Олімпу, він зустрів свою другу, тепер уже померлу дружину, Лауфею (він називав її Фей), яка померла з невідомої причини. Вона народила їхнього сина Атрея, який не знає про минуле Кратоса чи його божественну природу, але може чути думки інших істот. Головний антагоніст — бог асів Бальдр (Джеремі Девіс), зведений брат Тора, чиї сини Моді та Магні (Нолан Норт і Трой Бейкер відповідно) допомагають йому. Батьки Бальдра — Одін, Всебатько і Король Асів, і богиня Ванів Фрейя (Даніелла Бісутті), колишня королева Валькірій. Фрейя намагалася покинути Одіна, оскільки не любила його по-справжньому. Він, у свою чергу, позбавив її крил Валькірії, вигнав до Мідґарду і наклав на неї заклинання, яке не давало їй можливості заподіювати шкоду іншим і залишати королівство. Потім вона приховала свою особу під псевдонімом «Лісова відьма». Щоб захистити свого сина від пророцтва, яке передвіщало його смерть, Фрейя наклала на Бальдра заклинання безсмертя, що також не дозволяло йому відчувати біль або задоволення. Наслідки заклинання викликали у Бальдура велику образу на матір. Єдине, що могло завдати йому шкоди, була омела, факт, який Фрейя тримала в секреті.
Серед інших персонажів — Мімір (Аластер Дункан), який стверджує, що він найрозумніша людина на світі, і брати Гульдра — Брок (Роберт Крейґгед) і Сіндрі (Адам Геррінгтон) — гноми, які з'являються в різних точках світу і допомагають Кратосу та Атрею створювати нове спорядження. Зброя, викувана братами Гульдра, включаючи молот Тора Мьйолнір, використовувалася богами асів. Вони також викували Кратосову Сокиру «Левіафан», яка спочатку належала Фей, яка також подарувала Кратосу свій Захисний Щит. Дух грецької богині Атени (Керол Руґґер) має камео в сюжеті, а Зевс (Корі Бертон) з'являється Кратосу в якості ілюзії в Гельгеймі.

### Сюжет
Через багато років після перемоги над олімпійськими богами Кратос живе зі своїм сином Атреєм у царстві Мідґард. Після кремації тіла своєї дружини Фей Кратос був атакований незнайомцем, що має божественні силу та міць. Вони двоє ведуть бій, і Кратос, здавалося б, вбиває незнайомця, після чого Кратос і Атрей починають свою подорож, щоб виконати останнє бажання Фей: розвіяти її прах на найвищій вершині дев'яти королівств. По дорозі вони зустрічають доброзичливу Лісову Відьму, яка розпізнає Кратоса, як бога.
Досягнувши Озера Дев'яти, пара зустрічає дружнього Світового Змія Йормунґанда, останнього Велета, що залишився. Продовжуючи свою подорож, вони виявляють, що їхній шлях перекритий непроникним чорним туманом, з'являється Лісова відьма та підказує їм скористатися Біфрестом для подорожі до Альвгейму, щоб використати його світло для розвіювання мороку. Після успіху в цій справі, Кратос з Атреєм досягають вершини Мідґарда і підслуховують розмову між тим самим незнайомцем, який раніше напав на них (та дізнались, що це Бальдр, син Одіна) та ув'язненим Міміром. Після того, як вони йдуть, Кратос і Атрей спілкуються з Міміром, який відкриває, що найвища вершина знаходиться в Йотунгеймі, але Велети заблокували можливість подорожувати туди, щоб не допустити Одіна та Тора. Знаючи про інший прохід, Мімір просить Кратоса відрубати йому голову, і тоді оживити її за допомогою чар Лісової Відьми, в якій після свого «воскресіння» він упізнає богиню Фрейю. Давня ненависть Кратоса до богів схиляє його не довіряти Фрейї, але і вона, і Мімір попереджають його, що він повинен розповісти Атрею про свою справжню природу.
Під час пошуків компонентів для відкриття порталу до Йотунгейму на Кратоса, Атрея та голову Міміра нападають небожі Бальдра, Магні та Моді. Після того, як Кратос вбиває Магні, Моді лякається і тікає. Атрею після бою стає зле, але вони добираються до сховища Тюра. Моді влаштовує засідку на трійцю. Кратос відбивається від нього, але Атрей непритомніє, просякнутий хворобою, через те, що його божественне начало бореться з ним. Фрея пропонує допомогти Атрею і доручає Кратосу знайти серце особливого троля в Гельгеймі; однак його Сокира Левіафана, що використовує магію стихій холоду, непридатна до використання у королівстві вічного морозу. Кратос повертається додому, щоб знайти свою стару зброю, вогняні Клинки Хаосу, і його переслідує дух Афіни. Після того, як він здобув серце, йому з'являється видіння Зевса, і Мімір остаточно відкриває для себе криваве минуле Кратоса. Фрея виліковує Атрея, а Кратос відкриває йому, що вони боги. Через це Атрей стає все зарозумілішим і зухвалішим як до ворогів, так і до оточуючих. Врешті він, всупереч наказу Кратоса, вбиває слабкого Моді, якого перед тим відлупцював його батько Тор за те, що він залишив помирати свого брата Магні. На піку Мідґарда Кратос і Атрей потрапляють у засідку Бальдра, внаслідок чого портал Йотунгейма знищується, а група потрапляє в Гельгейм.
Кратос жорстко сварить Атрея за погану поведінку і той вибачається. У Гельгеймі вони дізнаються про сімейні стосунки Фрейї та Бальдра, а також про заклинання безсмертя, яке вона наклала на нього. Повернувшись до Мідґарду, Мімір розуміє, що є інший спосіб дістатися Йотунгейму за допомогою каменя шляху Тюра, але йому потрібне його відсутнє око. Після здобуття ока з живота Йормунґанда, який ненавмисно з'їв його разом зі статуєю Тора, на них знову нападає Бальдр, але цього разу в бій втручається Фрейя. Під час бою Бальдр поранився Атреєвою стрілою з омели, тим самим зламавши чари Фрейї. Це дає змогу Кратосу остаточного перемогти Бальдра. Попри надану можливість відступити, він намагається задушити Фрейю і змушує Кратоса вбити його. Скорботна Фрейя клянеться помститися Кратосу. Кратос, нарешті, розповідає Атрею про власне минуле і про те, як він убив власного батька, Зевса. Атрей висловлює жаль з приводу цього циклу насильства, а Кратос каже йому, що вони повинні вчитися на своєму досвіді і не повторювати помилок своїх попередників. Мовчазна Фрейя йде з трупом Бальдра, а Мімір висловлює сподівання, що вона, зрештою, переможе своє горе, й зрозуміє, що Кратос вчинив правильно.
У Йотунгеймі вони знаходять храм із фресками, що зображують їхні пригоди, та які показують, що Велети, відомі своїм даром пророцтва, передбачили всю їхню подорож. Крім того, вони виявляють, що Фей теж була йотункою, яка вирішила залишитися в Мідґарді, а це означає, що Атрей наполовину Велет, на чверть бог і на чверть смертний. На стінах також показано їх бій з Бальдром, показуючи, що він весь час переслідував Фей, а мати називала Атрея Локі. Кратос і Атрей виконують свою обіцянку і розсипають її прах на вершині, звідки відкривається вигляд на долину, всіяну трупами Велетів. Після цього Кратос розповідає Атрею, що його ім'я було дане на честь його, Кратоса, спартанського товариша. Повернувшись до Мідґарду, Мімір попереджає їх, що трирічна Велика Зима почалась, а це означає, що незабаром настане Рагнарок.
Зрештою Кратос, Атрей і Мімір повертаються додому і засинають. Атрею сниться, що Тор прибуде в кінці Великої Зими, щоб протистояти їм.

## Розробка

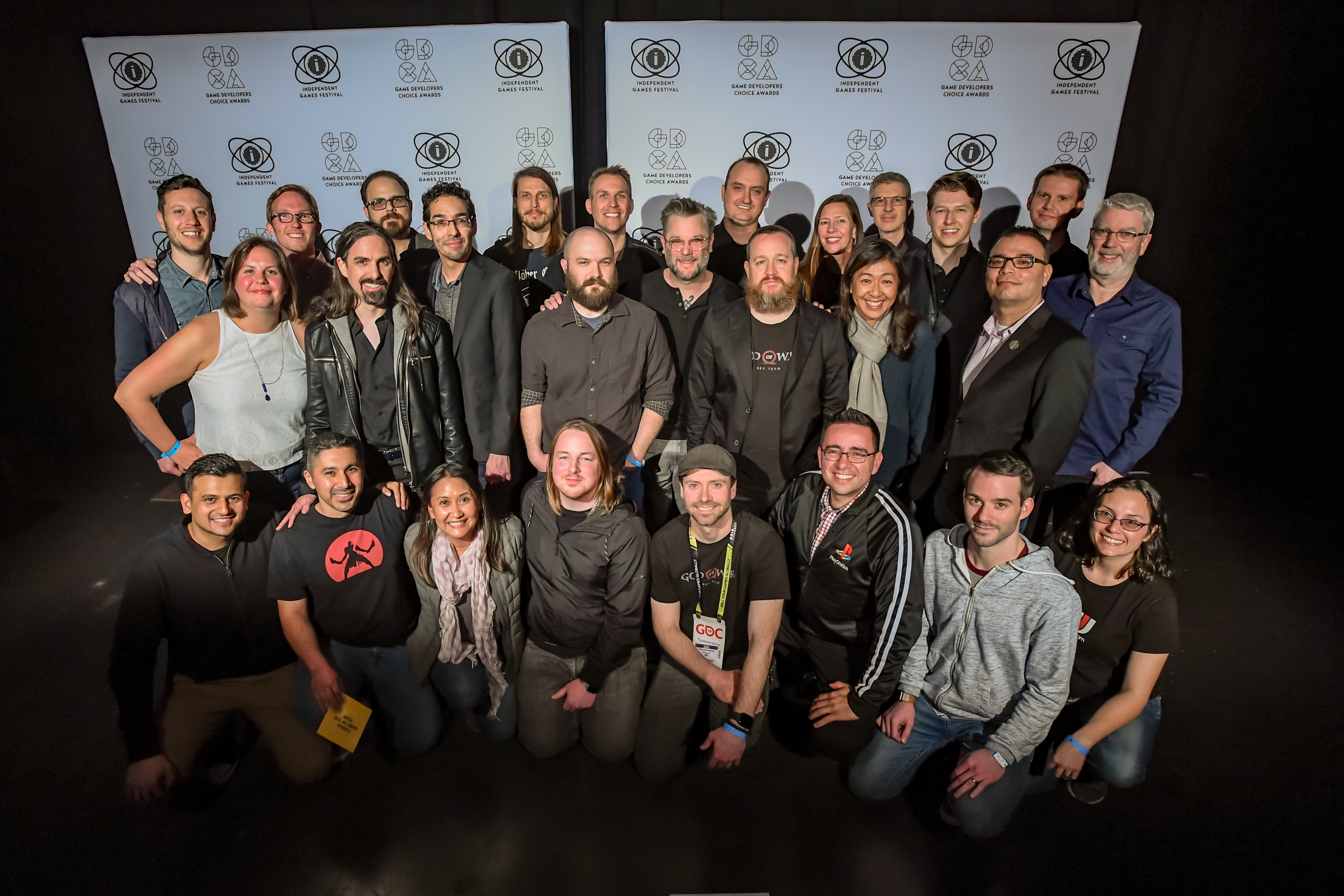
Команда Santa Monica Studio, яка створила God of War, на церемонії нагородження Game Developers Choice Awards 2019

Розробка наступної God of War почалася в 2014 році. Це підтвердив креативний директор Santa Monica Studio Корі Барлог на першому щорічному PlayStation Experience 6 грудня того ж року, де Барлог сказав, що гра знаходиться на дуже ранній стадії розробки, і що вона не буде приквелом, а, швидше, перезапуском. У квітні 2016 року стався витік концепт-арту, що зображав Кратоса у світі скандинавської мітології. Цю концепцію запропонував творець франшизи Девід Джаффе після того, як Кратос переміг грецьких богів. Офіційний анонс гри відбувся на виставці Electronic Entertainment Expo (E3) 2016 року з демонстрацією ігрового процесу, що підтвердила чутки про скандинавський сетинг майбутньої гри. Демо-версія показала повністю бородатого Кратоса, який навчав свого сина полювати. Пара також боролася з тролем. Кінець демонстрації показав назву God of War і підтвердив, що вона знаходиться в розробці для PlayStation 4 (PS4). Оголошення E3 також підтвердило, що Барлог повернувся до серії як ігровий режисер нової частини. Починаючи з оригінальної гри 2005 року, Барлог вносив значний вклад в розробку ігор серії, особливо як режисер God of War II (2007). Ця частина стала його п'ятою грою God of War.
Барлог сказав, що гра отримала назву God of War без цифр чи підзаголовків, тому що, хоча це було продовження серії, «ми… [переосмислили] все». Керівник студії Santa Monica, Шеннон Стадстіл і Барлог сказали, що Sony Interactive Entertainment потрібно переконати створити ще одну гру God of War, оскільки багато людей в Sony хотіли, щоб серія «спала і відпочивала» через тьмяну реакцію на попередню гру, Ascension. Пояснюючи, чому Барлога повернули, Стадстіл сказав, що він дуже добре знає серію, «і залучаючи когось, хто розуміє історію — це повага, на яку заслуговує франшиза». Барлог відповів: «Треба знати правила, щоб порушувати їх». Творець серії Девід Джаффе також розглядався, але був недоступний.
Пояснюючи перехід від грецької мітології до скандинавської, Барлог сказав: «Це щось на кшталт зміни періоду з дохристиянської доби на нову еру. Ми починаємо з нуля, і рухаємось уперед із цим розумінням.» Перш ніж зупинитися на скандинавській тематиці, розглядалася також єгипетська мітологія. Барлог сказав, що половина команди була за це, але оскільки Єгипет має «набагато більше, як цивілізація — він менш ізольований, менш неродючий», він вирішив використати скандинавський сетинг, щоб зосередити гру на Кратосі. Далі Барлог пояснив: «Занадто багато навколо відволікає увагу від центральної теми незнайомця в чужій країні». Щоб пояснити, чому Кратос знаходиться у скандинавському світі, Барлог сказав, що системи вірувань різних культур співіснували, але вони були «розділені географією», припускаючи, що Кратос вирушив з Греції до Норвегії (Скандинавії) після завершення подій God of War III. Уточнюючи завершення цієї гри, Барлог сказав, що Кратос не знищив те, що, як вважалося, являє собою весь світ, а лише ту частину, якою керує грецький пантеон. Барлог також додав, що нова гра відбуватиметься в часі, що передує Добі вікінгів, оскільки події відбуваються тоді, коли їхні боги ще ходили по Землі. Також було підтверджено, що це буде не остання гра з Кратосом. Барлог повідомив, що в майбутніх іграх серія може відбуватись в єгипетській мітології чи мітології мая, і, хоча ця гра зосереджена на скандинавській мітології, вона натякає на те, що у світі співіснують інші мітології. Барлог також сказав, що йому подобається ідея мати різних режисерів для кожної гри, як це сталося з першими сімома. Він сказав, що, хоча він, можливо, не буде керувати іншою God of War, він все одно буде в Санта-Моніці, щоб працювати над майбутніми іграми.
Більша частина команди розробників, яка працювала над оригінальним God of War, доєдналась до роботи над новою частиною. Вони стверджували, що новий ігровий процес матиме такий же рівнень доступності, що й попередні частини. Було підтверджено, що в грі не буде жодної системи моралі чи розгалуженої історії; всі гравці мають однаковий досвід. Розробники також підтвердили, що деякі з найбільш суперечливих міні-ігор, які були в попередніх частинах серії (наприклад, секс міні-гра), не повернуться. Кількість ворогів була збільшена до 100 ворогів на екрані, хоча ця межа в грі ніколи не досягається; God of War III і Ascension мали до 50 ворогів на екрані. Деякі характеристики ігрового процесу, такі як стрибки, плавання та платформерні елементи з миттєвою смертю, що були в попередніх частинах, були вирізані через те, що камера почала знаходитись ближче до Кратоса. Попри те, що попередня частина, Ascension, мала багатокористувацький режим, команда вирішила відмовитися від нього в новій грі і зосередилася на однокористувацькому режимі. Змінюючи геймплей, Стадстілл сказав: «Я відчув, що для того, щоб винайти щось заново, нам дійсно потрібно було багато чого змінити». Що стосується зміни камери, Барлог сказав, що вони хотіли б отримати особистіший і контрольований гравцем досвід гри.
Вся гра була зроблена за один дубль без жодних монтажних переходів камери; немає завантажувальних екранів і відсутній «чорний екран» при переходах між ігровим процесом і катсценами. Барлог сказав, що близько сорока відсотків команди спочатку не погоджувалися з цим рішенням через збільшення обсягів роботи та виробництва для впровадження цієї функції, тим більше, що це був перший раз, коли техніка «одного дубля» використовувалася для тривимірної AAA-гри. Це означало, що у Barlog не було прикладів, які б показали, чи спрацює це, чи це гарна ідея. (Єдиною іншою грою, яка повністю використовувала цю техніку, була інді-гра Hellblade: Senua's Sacrifice, яка також почала розроблятися в 2014 році і була випущена за вісім місяців до God of War.) Після того, як гра була завершена, і команда почала грати в неї, Барлог сказав, що вони нарешті зрозуміли його бачення і додав, що це функція, яку вони повинні використовувати відтепер. Спочатку Барлог запропонував ідею «однодублевої» камери, коли працював у Crystal Dynamics над Tomb Raider 2013 року, але йому відмовили. Sony, однак, набагато більше підтримувала творчі ідеї Барлога. Крім того, на Барлога та провідного дизайнера рівнів Роба Девіса також вплинула серія Resident Evil, зокрема «комбінація дослідження та очищення з чітко встановленою камерою» Resident Evil 4 та «сильного бачення» Resident Evil 7 від команди, яка приймає «сміливі рішення і дійсно веде авдиторію за собою». Барлог зазначив, що спочатку виникли розбіжності щодо відстані до камери. Він хотів, щоб це було близько, тоді як бойова команда хотіла подалі, як в іграх Assassin's Creed та Batman: Arkham; врешті-решт він переконав команду працювати з близькороташованою камерою.
Описуючи сокиру Кратоса, провідний геймплейний дизайнер Джейсон Макдональд, який працював над серією з часу оригінальної гри, сказав, що сокиру вибрали, тому що вони хотіли обґрунтованішого напряму гри. Спочатку вони не знали, як зробити його унікальним. Після того, як вони придумали ідею жбурляти сокиру і повертати її назад до руки Кратоса, «все стало ставати на свої місця». Макдональд сказав, що бої з сокирою були трохи повільнішими, ніж з Клинками Хаосу, «але вона настільки ж плавна і жорстока». Барлог черпав натхнення з Dark Souls (2011), що вплинуло на бойову систему гри, зокрема на її цикл ігрового процесу та прийняття стратегічних рішень, а також ігровий підхід до оповіді. Крім того, дизайнери Ентоні Діменто та Луїс Санчес розповіли, як на дизайн рівнів і дослідження God of War вплинула Bloodborne (2015). Вони хотіли «просто дати світу трохи відпочити» і розширити дослідження гравців, включивши «мікрозавдання, де ви розблоковуєте шлях, розблоковуючи ярлики». Діменто сказав, що була виділена команда, що займалась розробкою дослідження в грі. Однією з проблем було створення завдань у світі, в якому не було неігрових персонажів за межами основної розповіді. Діменто сказав: «Я вирішив створити завдання, яке було би легким, але також досить гнучким, щоб його можна було виконувати в кількох місцях, водночас забезпечуючи різноманітний набір дій». Це призвело до появи «норовливих духів» (привидів, пов'язаних із світом), які зустрічаються протягом усієї гри. Розповіді духів «зробили [світ] більш живим». У підсумку розробники отримали чотирирівневу систему для побічних квестів: квести верхнього рівня були від персонажів Брока і Сіндрі, наступний рівень від норовливих духів, потім карти скарбів і артефакти, а нижній рівень були етапними завданнями, такими, як знищення всіх круків Одіна. Квести Брока та Сіндрі були перетворені в підземелля, а інші використовувалися для дослідження. Розробникам також довелося знайти причини, які спонукали Кратоса виконати ці квести. Для Брока та Сіндрі це полягало в тому, щоб отримати потужніше спорядження, але для норовливих духів це сталося через наївність і добросердечність Атрея, а також через можливість Кратоса дати йому урок.
На відміну від попередніх ігор, Santa Monica не робила демо-версію спеціально для публічного випуску. Барлог пояснив, що це призведе до затримки гри на декілька місяців. Він також підтвердив, що гра була створена для звичайної PlayStation 4, але «використає потужність» PlayStation 4 Pro; оновленої версії PlayStation 4, яка може відтворювати ігри в 4K, і була випущена через кілька місяців після анонсу God of War. Гравці з Pro-версією отримають можливість вибирати пріоритет роздільної здатності чи продуктивністі під час гри. В режимі пріоритету роздільної здатності гра запускається у 4K із шаховим рендерингом із цільовою частотою зображення в 30 кадрів на секунду, тоді як пріоритет продуктивності запускає гру з роздільністю 1080p та цільовою частотою 60 кадрів на секунду. Наприкінці грудня 2016 року Барлог підтвердив, що в гру можна грати від початку до кінця, а пізніше сказав, що для завершення основної історії знадобиться 25–35 годин. Це набагато більше, ніж у попередніх чотирьох основних частинах, кожна з яких займала в середньому 10 годин.
На E3 2017 року показали новий трейлер, що демонстрував новий ігровий процес, катсцени та персонажів. У ньому Кратоса показали зі щитом, який він міг використовувати в нападі і в обороні. Також показана сцена, де Кратос знаходить грецьку вазу, на якій зображений він зі своїми дволанцюговими Клинками. У трейлері неназвана жінка попередила Кратоса про скандинавських богів, які дізнались, що він зробив з грецькими богами, а також була показана пара вовків. Трейлер закінчився тим, що Кратос і Атрей зустріли Світового Змія. Атрей зміг перекласти те, що він сказав, а саме, що він хотів допомогти їм. Було підтверджено, що гра вийде на початку 2018 року. До запуску гри Санта-Моніка додала розділ на вебсайті God of War під назвою «Втрачені сторінки», де детально розповідалося про скандинавський світ God of War. У січні 2018 року була підтверджена дата виходу гри на 20 квітня 2018 року. Також був опублікований трейлер, який показав, що мітологічний персонаж Мімір з матиме роль у грі. God of War отримав релізну версію 22 березня.

## Реліз
Гра була випущена 20 квітня 2018 року для PlayStation 4. Додатково до стандартної версії гри пропонувались три спеціальні видання: the Stone Mason Edition, the Collector's Edition, and the Digital Deluxe Edition. Видання Stone Mason, доступне лише в США та Канаді, постачалося з кількома фізичними елементами, включаючи базову гру в футлярі SteelBook, 9-дюймову (230 мм) статуетку Кратоса з Атреєм, створену Gentle Giant, 2-дюймову (51 мм) різьблення братів Хульдра, коня та троля, ексклюзивна літографія, тканинна мапа, перстень каменяра та брелок з головою Міміра, що розмовляє. Також були доступний додатковий контент завантаження (DLC), що включав ексклюзивний скін щита, а також набір обладунків та ще один скін щита для Кратоса, динамічну тему PlayStation 4, цифровий артбук і комікс God of War #0 від Dark Horse Comics. Видання the Collector's Edition постачалось зі схожим набором предметів до the Stone Mason Edition, але без кільця каменяра, брелка, різьблення коня з троллем та ексклюзивного скіну щита. Видання the Digital Deluxe Edition постачалось з усім цифровим контентом, але без скіну щита. Користувачі зі США та Канади також отримали значок з Кратосом та Атреєм в якості винагороди за передзамовлення видання the Digital Deluxe Edition. Передзамовлення у дяких ритейлерів передбачало отримання трьох унікальних скінів для щита. Попередні замовлення від GameStop та EB Games також отримали талісман «Luck of Ages XP», що надає збільшений приріст очок досвіду, збільшений приріст січеного срібла та підвищену здатність активувати перки.
На додаток до спеціальних випусків гри, в день випуску гри був доступний обмежений набір для PlayStation 4 Pro. Набір включав стандартну базову гру, консоль PlayStation 4 Pro, прикрашену рунами, як на сокирі Кратоса, і тематичний контролер DualShock 4 з логотипом God of War. Серед цифрового контенту в колекційних виданнях був комікс God of War #0 від Dark Horse Comics. Чотирисерійна мінісерія публікувалась щомісяця з випуску № 1 у листопаді 2018 року. У коміксі, написаному Крісом Роберсоном із зображеннями Тоні Паркера сюжет розгортається між подіями God of War III та грою 2018 року.
Директор ігор Корі Барлог підтвердив, що після запуску у God of War не буде мікротранзакцій, функції, яка стала популярною в інших іграх, і була піддана критиці. Barlog також підтвердив, що після випуску гри ніяких DLC, типу пакетів розширення, не буде. Він сказав, що запропонував ідею DLC, «але це було занадто амбітно». Його ідея за масштабом була схожа на ідею The Last of Us: Left Behind і Uncharted: The Lost Legacy, великі окремі розширення для The Last of Us (2013) і Uncharted 4: A Thief's End (2016) відповідно. Він сказав, що це було б занадто великим, щоб бути DLC, та пообіцяв окремий випуск цього контенту.
З моменту запуску Santa Monica підтримує гру безкоштовними патчами для усунення помилок програмного забезпечення. Крім того, розробники додали нові функції разом із цими безкоштовними оновленнями. Фоторежим був випущений як частина оновлення 1.20 9 травня 2018 року. Він дозволяє гравцям робити налаштовані в грі скріншоти. Гравці можуть налаштовувати поле зору, глибину огляду, фільтри, межі, видимість персонажів, а також можливість змінювати вираз обличчя Кратоса і Атрея. Режим Нова гра плюс був випущений як частина оновлення 1.30 20 серпня 2018 року. Щоб отримати доступ до режиму, гравці повинні пройти гру на будь-якому рівні складності. Сам режим можна грати на будь-якій складності, але вороги мають вищий рівень з новими маневрами. Усі отримані предмети переносяться в Нову гру плюс, а також з'являються нові ресурси для подальшого оновлення спорядження, які також мають нові рівні рідкісності. Також була додана можливість пропускати катсцени. У листопаді 2020 року була випущена консоль PlayStation 5, яка має зворотну сумісність з іграми для PlayStation 4; ці ігри підвищують продуктивність під час гри на PS5 завдяки потужності новішої консолі. Щоб ще більше покращити гру God of War на PS5, 2 лютого 2021 року Санта-Моніка випустила оновлення, яке дозволило грати в гру зі швидкістю 60 кадрів в секунду з роздільною здатністю 4K.
У рамках стратегії Sony щодо перенесення своїх ексклюзивних ігор на Microsoft Windows, Santa Monica Studio в жовтні 2021 року оголосила, що God of War буде випущено для Windows 14 січня 2022 року. Портування гри, кероване Jetpack Interactive під наглядом з Santa Monica, включає підтримку додаткових графічних опцій для Windows, включаючи технологію Nvidia Deep Learning Super Sampling (DLSS) і підтримку надширокоекранного режиму. Це, у свою чергу, зробило God of War першою основною грою у серії, яку буде випущено на платформі, що не належить PlayStation. За словами Метта ДеВалда з Santa Monica, вони обміркували, які варіанти можна було б використати для портування своїх ігор на Windows, зокрема, через те, що вони використовували нестандартний ігровий рушій, і тісно співпрацювали з Jetpack, щоб визначити обсяг робіт і технічні проблеми, пов'язані з портуванням.

## Оцінки
| Агрегатор  | Оцінка |
| ---------- | ------ |
| Metacritic | 94/100 |

| Видання                   | Оцінка  |
| ------------------------- | ------- |
| Destructoid               | 10/10   |
| Electronic Gaming Monthly | 9.5/10  |
| Game Informer             | 9.75/10 |
| GameRevolution            | [ 69 ]  |
| GameSpot                  | 9/10    |
| GamesRadar+               | [ 71 ]  |
| Giant Bomb                | [ 72 ]  |
| IGN                       | 10/10   |
| Polygon                   | 10/10   |

### Нагороди
| Рік  | Нагорода                                            | Категорія                         | Результат    | Ref.   |
| ---- | --------------------------------------------------- | --------------------------------- | ------------ | ------ |
| 2016 | Game Critics Awards 2016                            | Special Commendation for Graphics | Перемога     | [ 75 ] |
| 2016 | Golden Joystick Awards                              | Most Wanted Game                  | Номінація    | [ 76 ] |
| 2016 | The Game Awards 2016                                | Most Anticipated Game             | Номінація    | [ 77 ] |
| 2017 | Golden Joystick Awards                              | Most Wanted Game                  | Номінація    | [ 78 ] |
| 2017 | The Game Awards 2017                                | Most Anticipated Game             | Номінація    | [ 79 ] |
| 2018 | The Independent Game Developers' Association Awards | Best Action and Adventure Game    | В очікуванні | [ 80 ] |
| 2018 | The Independent Game Developers' Association Awards | Best Audio Design                 | В очікуванні | [ 80 ] |